# Cylindera paludosa
Cylindera paludosa is een keversoort uit de familie van de loopkevers (Carabidae). De wetenschappelijke naam van de soort is voor het eerst geldig gepubliceerd in 1820 door L.Dufour.